# Titia van der Laars
Titia van der Laars (Amsterdam, 22 augustus 1926 – aldaar, 5 oktober 2010) was een Nederlands harpist.
Ze was dochter van heraldicus Sytze Gerke van der Laars (zoon van Titus van der Laars) en onderwijzeres Bernardina Kampmeijer. Ze trouwde in 1955 met Paul Tieman en kreeg met hem twee kinderen. Dochter Pien Tieman werd harpiste en is sinds 2011 assistente orkestbibliotheek van het Concertgebouworkest
Haar vader overleed in 1938, toen ze nog jong was. Ze verbleef tijdens de Tweede Wereldoorlog in West-Friesland. Ze was leerlinge van Phia Berghout aan het Conservatorium van Amsterdam, alwaar ze in 1952 haar solo- en orkestdiploma cum laude behaalde. Ze had in die dagen ook (indirect) contact met Rosa Spier, die haar aanraadde les te nemen bij Lili Laskine en Pierre Jamet aan het Conservatoire national supérieur de musique et de danse de Paris in Parijs.
Al in 1949 was ze toegetreden tot het Stedelijk Orkest Maastricht dat overging in het Limburgs Symfonie Orkest onder leiding van André Rieu sr.. Daarna was ze jarenlang verbonden aan het Radio Filharmonisch Orkest en het Metropole Orkest. Op verzoek concerteerde ze ook met de Koninklijke Militaire Kapel. In die tijd nam ze deel aan de harpweken van Berghout. Ze beperkte haar optreden niet alleen tot concertzalen, maar speelde ook wel eens tijdens maaltijden in restaurants (salonmuziek). Vera Badings bewonderde haar ervoor. De vaste binding met het radio-orkest moest ze opzeggen in verband met het grootbrengen van haar kinderen.
Ze was jarenlang verbonden aan de muziekschool in Hoorn (Noord-Holland) (waar ze een harpklas leidde) en Muziek Pedagogische Academie in Alkmaar. Tieman is onder andere docent van Anita Ramphal en Ernestine Stoop.
Ze is te horen of te zien in de aflevering De steen der dommen uit de serie Kunt u mij de weg naar Hamelen vertellen, mijnheer?.  
Cor de Groot droeg zijn Souvenir de Dublin (voor Ierse harp, 1980) en Suite in E-flat aan haar op.